# Rathaus (Lauingen)

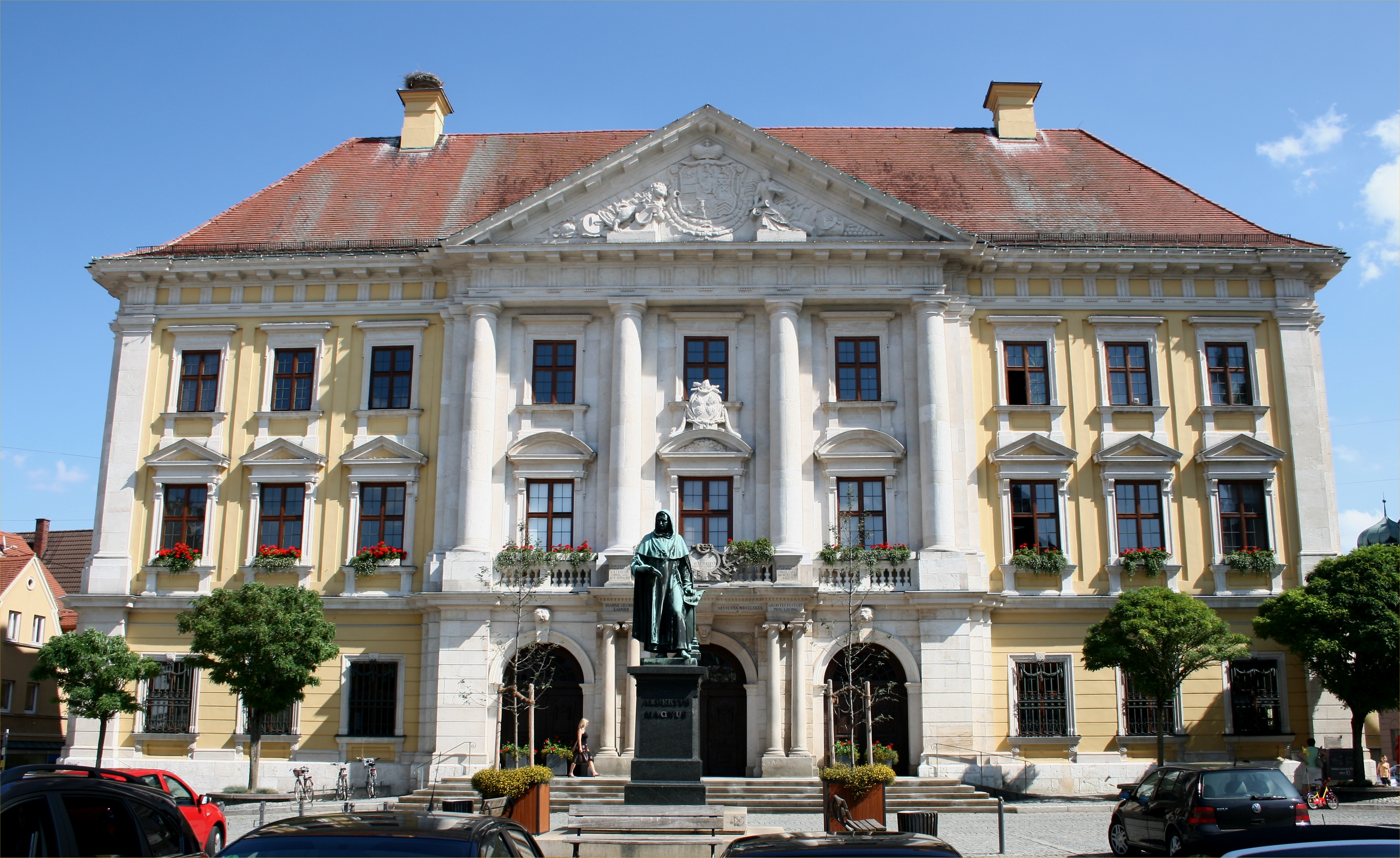
Nordseite mit Eingang

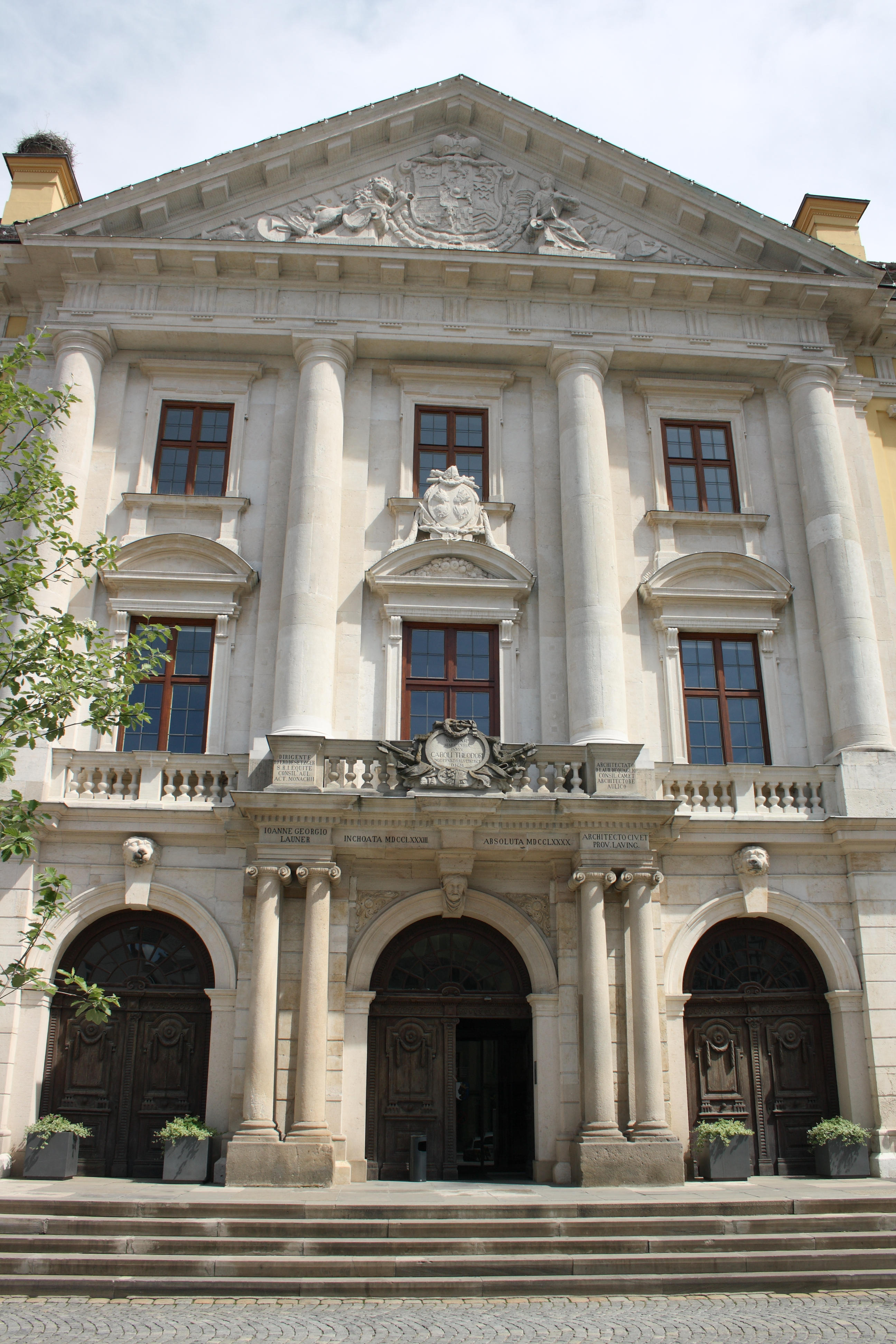
Mittelrisalit der Nordfassade

Das Rathaus in Lauingen, einer Stadt im Landkreis Dillingen an der Donau im bayerischen Regierungsbezirk Schwaben, wurde 1783 bis 1790 errichtet. Das Gebäude ist ein geschütztes Baudenkmal.

## Geschichte
An der Stelle des heutigen Rathauses stand ein Vorgängerbau vom Ende des 15. Jahrhunderts. Am Ostrand stand die Ratstrinkstube, die ebenfalls abgebrochen wurde. Die Stadt Lauingen forderte drei Baumeister auf, Pläne für den Rathausneubau einzureichen: Joseph Dossenberger der Jüngere, Stadt- und Landbaumeister Georg Launer und Christoph Schwab, Maurermeister in Monheim. Kurfürst Karl Theodor übertrug die Ausfertigung der Pläne jedoch seinem Hofarchitekten Lorenzo Quaglio, der das Grundrisskonzept von Dossenberger übernahm. Die Bauleitung hatte J.G. Launer, die Steinhauerarbeiten schuf der Hofbildhauer Johann Brugger aus Oberdischingen bis zu seinem Tode 1785.

## Beschreibung
Die Vierflügelanlage ist um einen nahezu quadratischen Innenhof errichtet. Der dreigeschossige Bau weist unterschiedliche Stockwerkshöhen in seinen einzelnen Flügeln auf. Der Nordflügel ist mit einem Walmdach, der Westflügel mit einem Satteldach mit Giebel und die Ost- und Südflügel sind mit einem umlaufenden Satteldach gedeckt.

### Nordflügel
Vor dem Nordflügel mit dem Hauptportal befindet sich der Marktplatz. Die Schaufassade besitzt neun Achsen mit Architekturgliedern aus Kalkwerkstein. Das rustizierte Erdgeschoss mit Ecklisenen steht im Osten auf einem hohen Sockel. Die drei mittleren Achsen treten dreimal gestuft als Risalit unter einem Dreiecksgiebel hervor. Die Erdgeschossfenster mit profilierten Rahmen besitzen Sohlbänke auf Konsolen und schmucklose Schlusssteine. Die schmiedeeisernen Ziergitter sind wohl aus der Entstehungszeit. Über Treppenstufen erreicht man die drei Rundbogentore im Mittelrisalit. Das Mittelportal wird von Doppelsäulen auf Sockeln mit Basen und ionischen Kapitellen flankiert. Der Schlussstein ist mit einem Männerkopf mit Haube geschmückt. Am Architrav ist folgende Inschrift angebracht: „INCHOATA MDCCLXXXIII – ABSOLUTA MDCCXC“ (in der Mitte), „JOANNE GEORGIO LAVNER“ (über dem linken Säulenpaar) und „ARCHITECTO CIV.ET PROV.LAVING“ (rechts). Über dem Gebälk befindet sich ein Balkon mit Balustrade zwischen Eckpfeilern. Daran ist die folgende Inschrift angebracht: „DIRIGENTE D. FERD. DE SETZGER S.R.I. EQUITE CONSIL. AUL. ACT. MONACHII.“ (am linken Pfeiler), „ARCHITECTORE D. LAUR. DE QUAGLIO CONSIL. CAM. ET ARCHITECTORE AULICO. MONACHII“ (am rechten Pfeiler) und „SVRREXIT HAEC CVRIA IVSSV CAROLI THEODORI D.G.C.P.R.V.B.D.S.R.I.A. ET ELECT. D.I.C.M.“ (in der Mittelkartusche). Die Portale bestehen aus zweiflügeligen Türen mit Schnitzereien. Die Fenster des ersten Obergeschosses sind reich gerahmt und mit Dreiecksgiebeln geschmückt, die im zweiten Obergeschoss sind mit geohrtem Rahmen und geraden Gesimsen versehen. Der Mittelrisalit ist durch vier Dreiviertelsäulen gegliedert, die Gebäudekanten sind durch gestufte Pilaster eingefasst.
Über dem mittleren Fenster des ersten Obergeschosses befindet sich eine Kartusche mit dem Wappen der Stadt Lauingen. Als oberer Abschluss der Fassade dient ein Triglyphenfries und ein umlaufendes, an den Ecken und in der Mitte verkröpftes, profiliertes Traufgesims. Im Giebelfeld ist das kurbayerische Wappen zwischen einem Löwen und der Gestalt der Fama mit Trompete dargestellt.

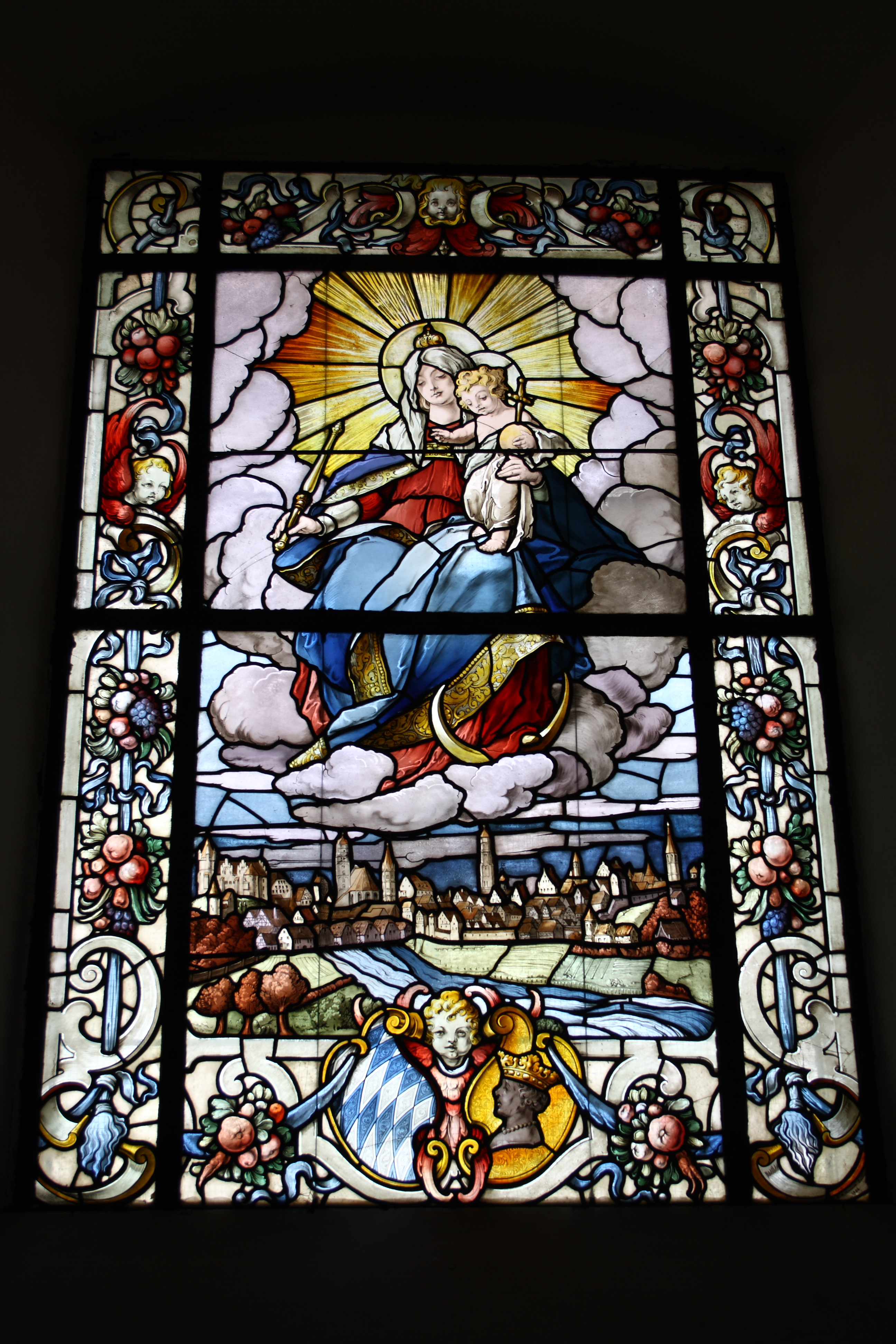
Bleiglasfenster am Treppenaufgang von Bernhard Mittermaier, Lauingen 1906

Über die Portale erreicht man eine quadratische Halle mit vier Quadratpfeilern. An den Wänden sind Stuckmedaillons unter Girlanden angebracht, die Heroen- und Gelehrtenköpfe darstellen. Gegenüber den Portalen beginnt eine breite, einläufige Treppe, die in halber Höhe in zwei seitlichen Läufen weitergeführt wird. Die Hofseite ist mit einem Bleiglasfenster versehen, welches die Muttergottes mit Kind und die Stadtansicht von Lauingen mit Stadtwappen darstellt.
An der Nordseite des ersten Obergeschosses schließt sich der Festsaal an. Die flache Saaldecke wird durch Stuckbänder in vier Felder geteilt. Die reiche Ausschmückung stellt allegorisch die vier Jahreszeiten dar. In den vier Eckfeldern sind die vier Kardinaltugenden zu sehen. Im Festsaal befindet sich ein Ölgemälde des Kurfürsten Carl Theodor in einem reich dekorierten Goldrahmen. Ein noch vorhandener weißer Fayenceofen aus der Porzellanmanufaktur Nymphenburg diente zur Beheizung des Saales. In den Wandfeldern sind Medaillons mit symbolischen Darstellungen angebracht, wie der Handel zwischen Bayern und Württemberg am Umschlagplatz Lauingen.

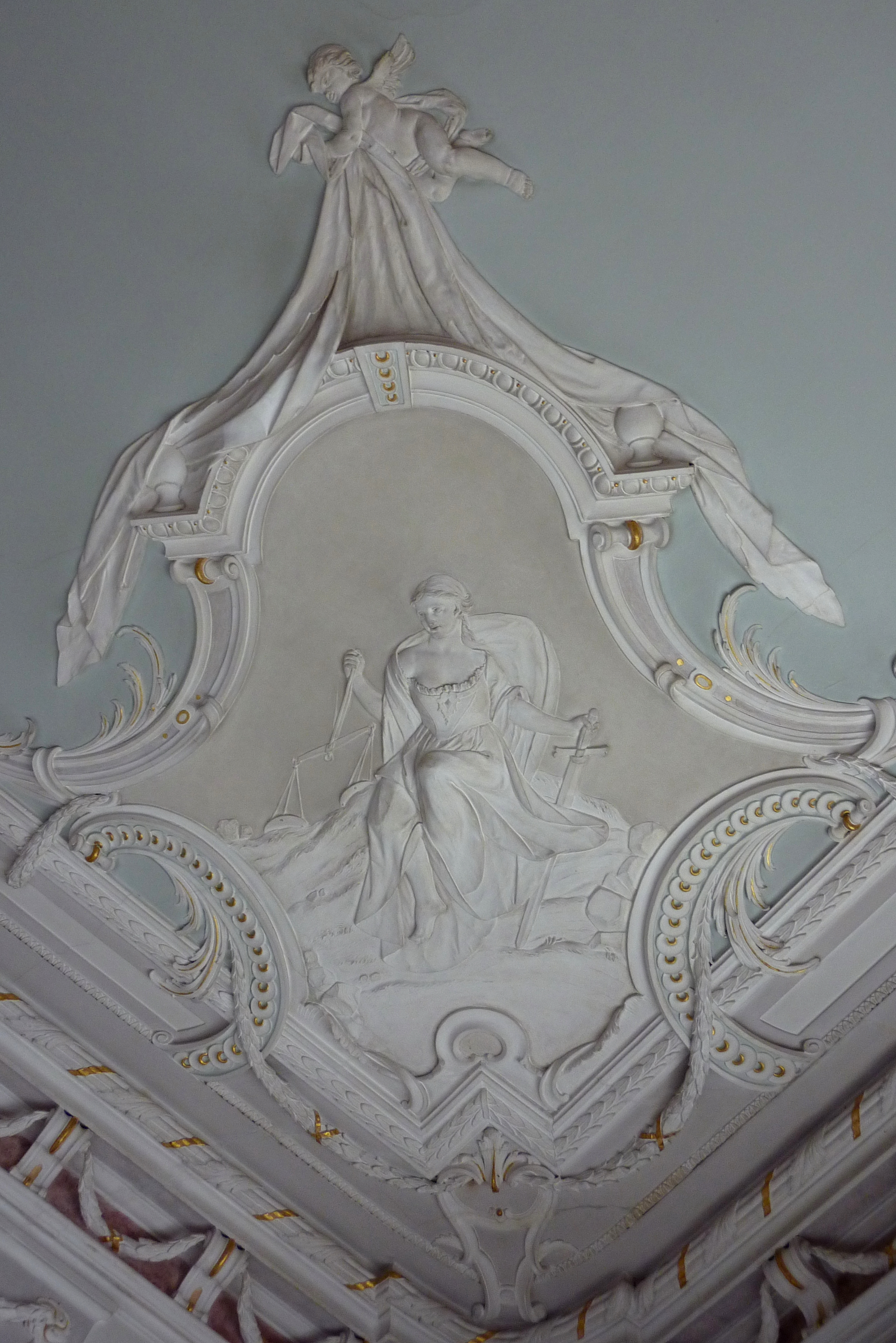
Iustitia
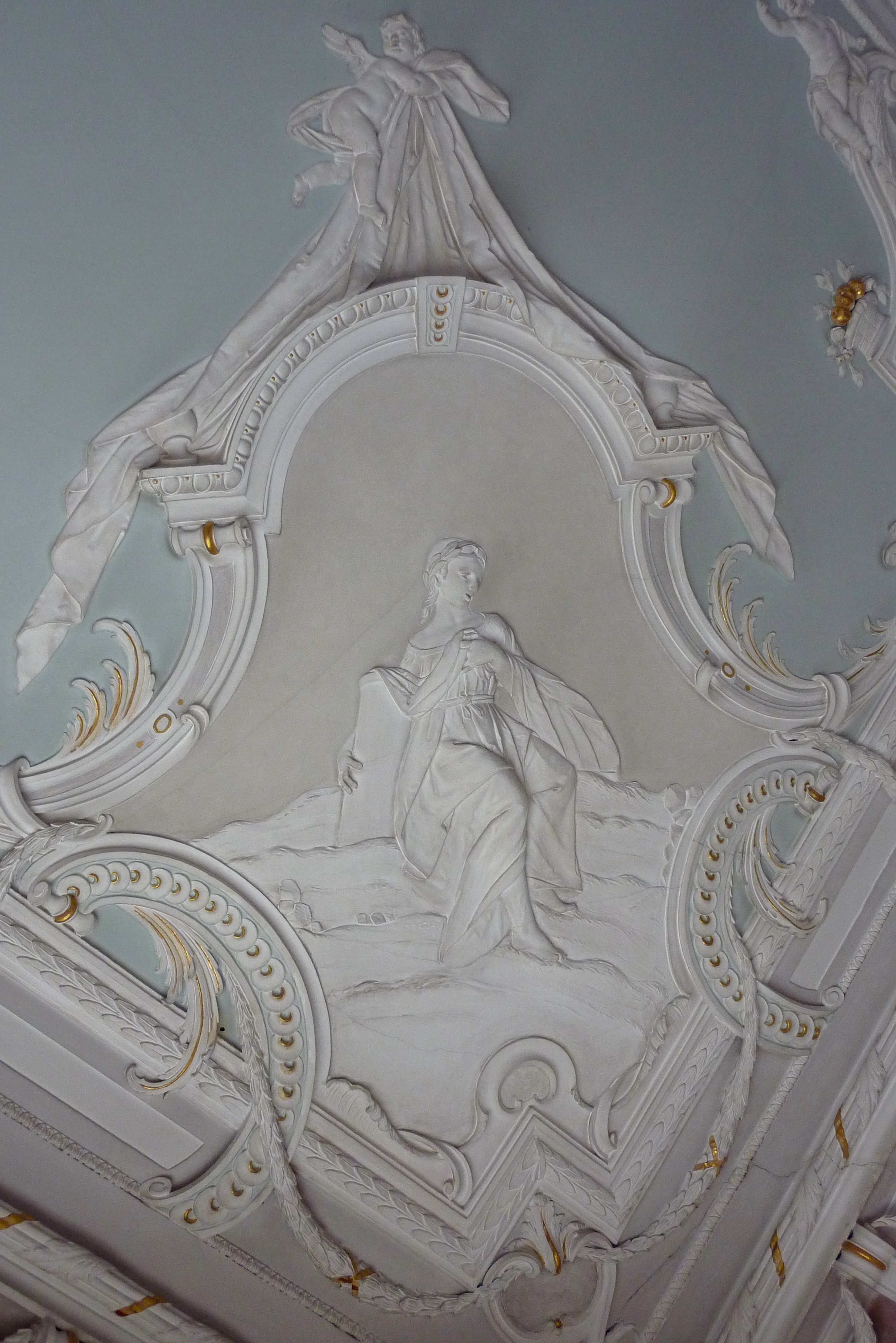
Fortitudo
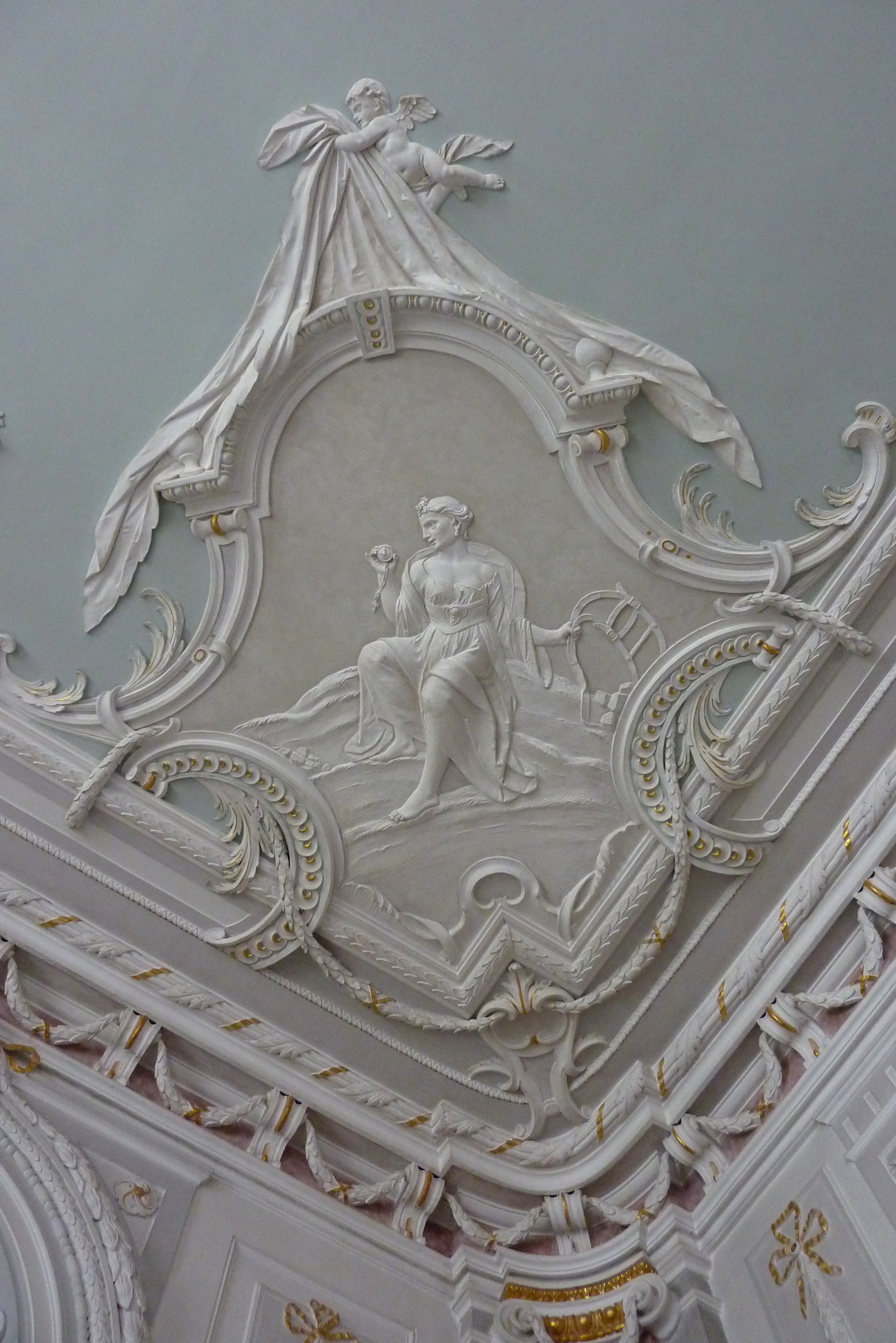
Temperantia
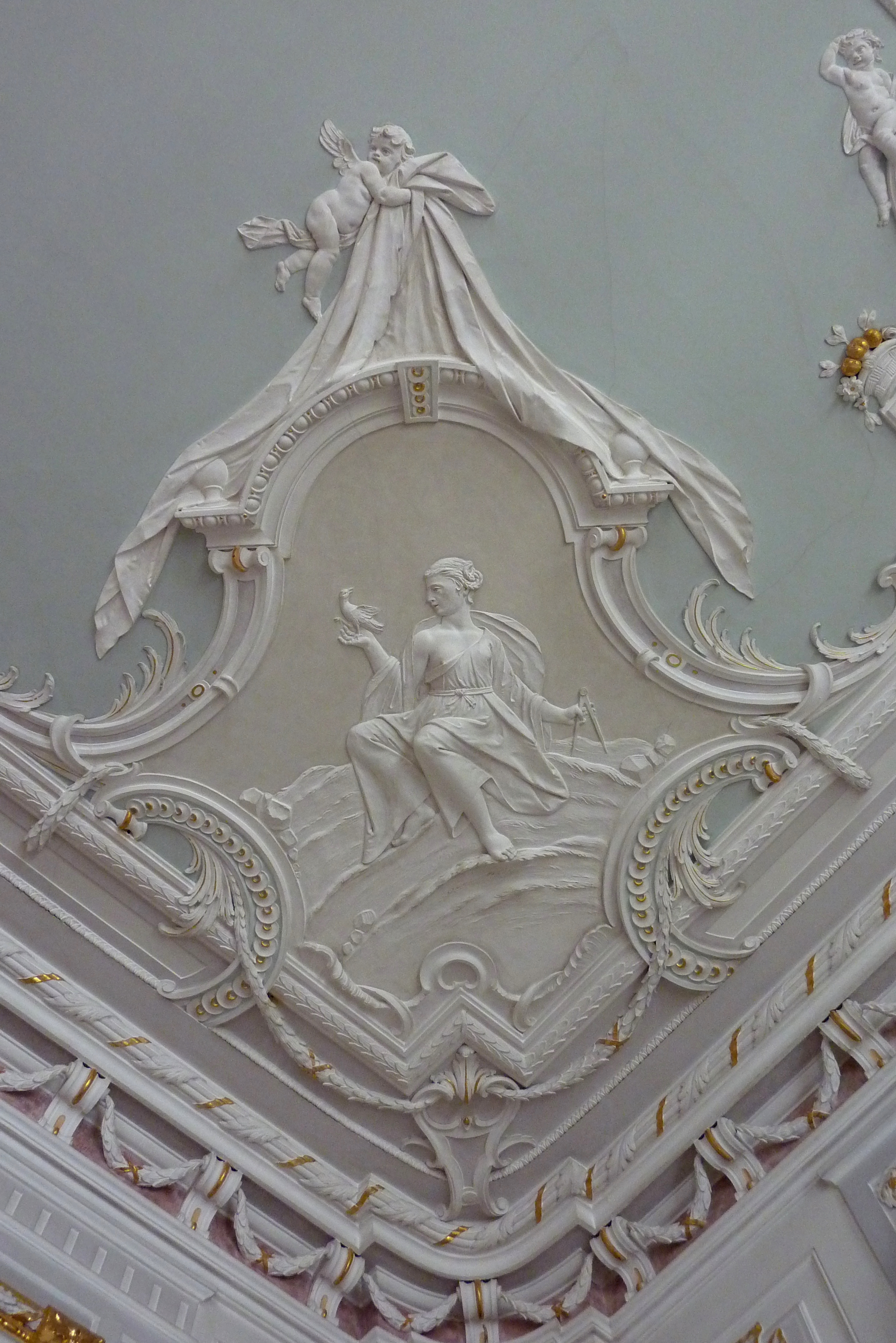
Prudentia